# Bernard Erasme von Deroy
Pour les articles homonymes, voir Deroy.
Bernard Erasme von Deroy, né le 11 décembre 1743 à Mannheim en Palatinat du Rhin et mort le 23 août 1812 à Polotsk en Russie, est un général de division bavarois du Premier Empire. Issu d'une famille de militaires, Deroy fut admis très jeune en tant qu'officier au sein de l'armée, peu après le déclenchement de la guerre de Sept Ans. Il obtint par la suite tous les grades jusqu'à celui de général peu avant le début des guerres de la Révolution française. Servant d'abord dans les rangs de la Coalition, il défendit sa ville natale de Mannheim contre les troupes françaises jusqu'à sa reddition en 1795, puis combattit de nouveau comme allié de l'Autriche en 1800 à la tête d'une brigade bavaroise.
Lorsque Napoléon fut couronné empereur des Français, la Bavière s'était rangée du côté de la France et Deroy dirigea une division avec compétence lors des guerres napoléoniennes. Il prit part aux campagnes de 1805 à 1807 en Allemagne et en Pologne, contribua à réprimer l'insurrection du Tyrol en 1809 et participa en 1812 à la campagne de Russie, au cours de laquelle il fut mortellement blessé le 23 août à la bataille de Polotsk. Deroy et son homologue Carl Philipp von Wrede sont parfois considérés comme les meilleurs généraux bavarois de l'époque.

## Biographie

### Jeunesse et carrière militaire
Bernard Erasme von Deroy naquit le 11 décembre 1743 à Mannheim, dans l'électorat de Palatinat, du mariage de Matthaüs Wilhelm Bertram de Roye, général, et de Christina Hofstatt. Son père était le représentant d'une lignée de militaires qui, en un siècle et demi, avait donné six généraux et plusieurs colonels. L'existence de la famille de Roye de Wichen, originaire de Picardie, était attestée depuis le XIIIe siècle. D'abord installée dans les Pays-Bas, elle avait dû quitter cette région au XVIe siècle en raison de son attachement au catholicisme, mal perçu dans le contexte de la Réforme protestante. Elle s'était alors fixée dans le Palatinat où plusieurs de ses membres entrèrent au service de l'électeur. Le père de Deroy, en récompense de sa valeur à la tête des armées palatines, fut admis au sein de la noblesse impériale allemande le 23 juillet 1764.
Le jeune Deroy embrassa la carrière militaire dès l’âge de sept ans, en qualité d'enseigne dans le régiment du comte palatin commandé par le duc Charles II Auguste de Palatinat-Deux-Ponts. Il participa à la guerre de Sept Ans et notamment à la bataille de Rossbach en 1757. Promu lieutenant en 1761, il devint capitaine en 1763 à la suite de la paix de Hubertusbourg puis commanda une compagnie de grenadiers à partir de 1774. Il fut ensuite nommé major de son régiment avant d'être transféré au régiment d'infanterie de Rodenhausen avec le grade de lieutenant-colonel en 1784. En 1787, il fut fait colonel commandant du régiment de Deux-Ponts, son ancienne unité, qui fut transformé la même année en 1er régiment d'infanterie bavarois. Deroy se forgea dès cette époque une réputation d'officier dévoué et efficace.

### Parcours durant les guerres de la Révolution française
En 1794, il fut élevé au grade de général-major et nommé commandant militaire de Mannheim auprès du gouverneur baron von Belderbusch. Il fut en particulier investi du commandement de la tête de pont de cette ville. Le 10 octobre, la division française du général Martial Vachot arriva sur les lieux et, à la mi-décembre, commença à bombarder les positions autrichiennes. Deroy, qui disposait de 3 000 hommes et de 67 canons, fit de son mieux pour résister et repoussa même une offre de reddition. Sa position se détériora cependant à mesure que le bombardement s'intensifiait et il fut contraint d'entamer des pourparlers le 25 décembre. À l'issue des négociations, quatre bataillons autrichiens furent faits prisonniers et la tête de pont occupée par les Français. Mannheim fut assiégée l'année suivante et Belderbusch capitula le 20 septembre 1795, livrant toute la garnison et 471 canons aux mains des Français. Deroy, quant à lui, fut autorisé à quitter la ville le 22 septembre.
Au début de la campagne d'Allemagne de 1800, Deroy prit le commandement de la 1re brigade du corps auxiliaire palatino-bavarois dirigé par le lieutenant-général Christian de Deux-Ponts, dont la mission était de servir aux côtés des troupes autrichiennes. Étaient placés sous ses ordres le bataillon de grenadiers Reuss, le bataillon d'infanterie légère Metzen et les bataillons de ligne Minucci, Zettwitz, Spreti et Schlossberg. Le 5 juin, à Thionville, Deroy résista à l'offensive des divisions françaises de Richepanse et de Ney et permit au reste de l'armée de faire retraite en ordre. Le 27 juin, lors du combat de Neubourg, il s'engagea dans la plaine entre Oberhausen et Unterhausen face à la division française du général Montrichard. Les troupes du général Carl Philipp von Wrede tombèrent dans le même temps sur l'aile droite des Français, obligeant ces derniers à reculer. Le commandant en chef de l'armée autrichienne, Pál Kray, ne sut néanmoins pas tirer parti de la situation, ce qui permit à Montrichard, qui avait reçu le renfort de la division Grandjean, de reprendre sa progression. Insuffisamment soutenue, la brigade Deroy fut finalement contrainte d'abandonner le terrain.

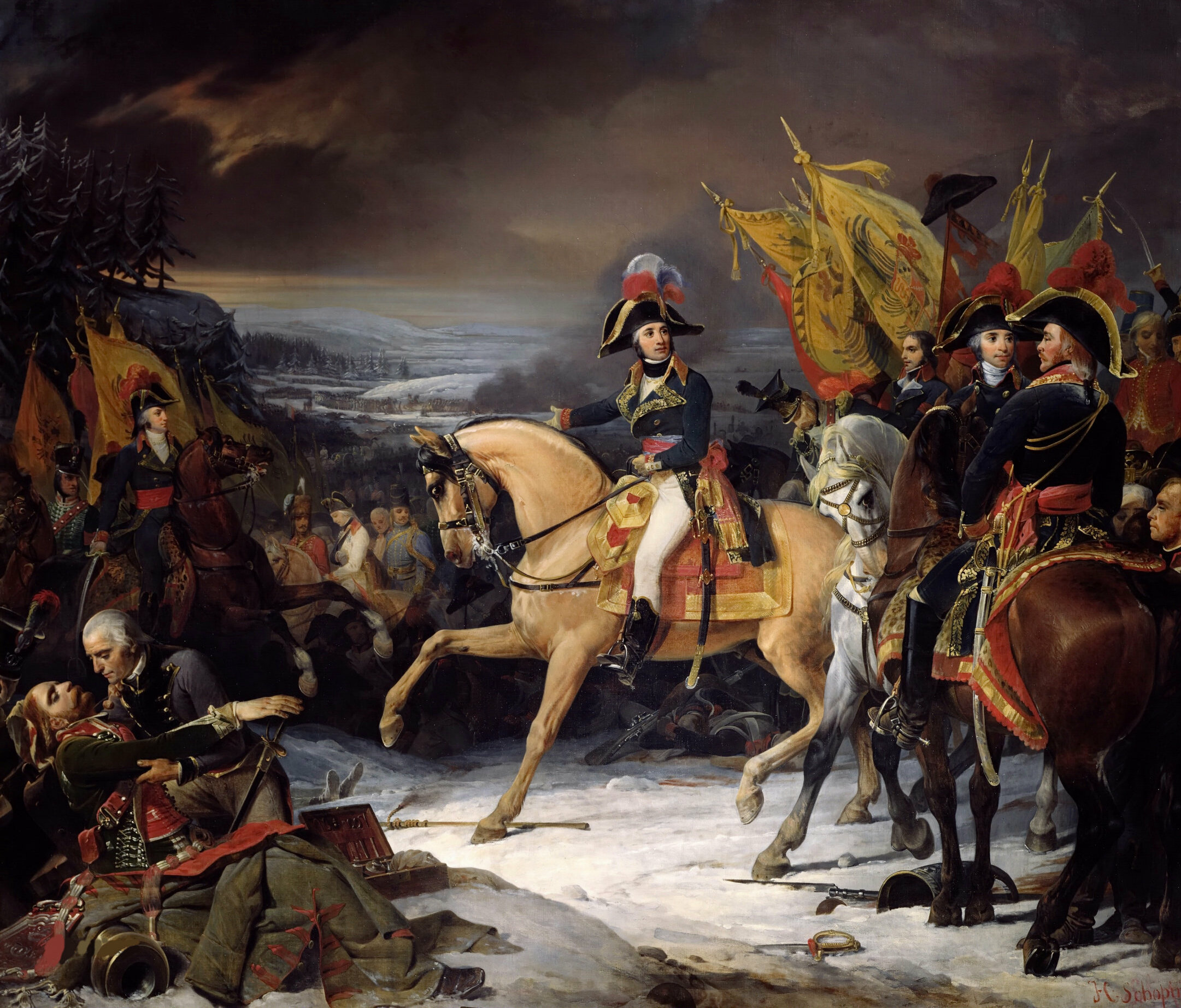
La bataille de Hohenlinden, le 3 décembre 1800, au cours de laquelle Deroy fut fait prisonnier par les Français. Tableau d'Henri Frédéric Schopin, château de Versailles.

Les déboires de l'armée autrichienne prirent fin avec la conclusion d'une trêve le 15 juillet 1800. Un armistice fut signé à la fin du mois de novembre, date à laquelle l'archiduc Jean d'Autriche, un jeune homme sans expérience, concentra 15 762 Bavarois et Wurtembergeois derrière l'Inn, à l'ouest de Braunau. Le gros de l'armée de Jean, soit 65 500 hommes, était stationné à l'est. Au sein de la division bavaroise de Deux-Ponts, Deroy commandait le bataillon de grenadiers Reuss, le bataillon d'infanterie légère Mentzen et les bataillons de ligne Schlossberg, Stengel et Minucci. Avec la brigade Wrede, le contingent bavarois alignait 7 071 fantassins, 828 cavaliers et 26 pièces d'artillerie.
À la bataille de Hohenlinden, le 3 décembre 1800, les Bavarois combattirent au sein de la colonne de centre-gauche, placée sous le commandement de Johann Kollowrat et de l'archiduc Jean en personne. En début de matinée, Kollowrat refoula la 108e demi-brigade de ligne française et engagea trois des bataillons de Deroy pour soutenir son attaque. Les forces alliées se heurtèrent cependant à une forte résistance des unités du général Grouchy et furent refoulées par une puissante contre-attaque. Deux-Ponts envoya par ailleurs au sud deux bataillons bavarois à la recherche de la colonne de gauche du général Johann von Riesch, qui tardait à intervenir. Ce ne fut toutefois pas Riesch mais les Français de Richepanse qui émergèrent des bois situés dans le dos des troupes de Kollowrat. Au terme d'un combat acharné, la colonne de celui-ci fut encerclée et anéantie par les divisions Richepanse, Grouchy et Ney. Deroy et 18 autres officiers bavarois furent faits prisonniers dans la débâcle qui s'ensuivit, tout comme des milliers de soldats autrichiens et bavarois. Deux-Ponts parvint à s'enfuir en enfourchant un cheval d'artillerie et l'archiduc lui-même n'échappa que de justesse à la capture.

### Au service de Napoléon

#### 1805-1807
En 1801, Deroy devint membre d'une commission créée à l'instigation du prince-électeur de Bavière Maximilien IV afin de procéder à une réorganisation de l'armée. Dans l'exercice de ses fonctions, il introduisit en 1804, conjointement avec Wrede, de nouvelles réglementations militaires inspirées des réformes menées en 1788 par un certain Karl Theodor. Parallèlement à cette activité, il commanda à partir de 1803 la brigade de Basse-Bavière, composée du bataillon léger Metzen et de quatre bataillons de ligne, avec quartier-général à Landshut. À partir du 18 mars 1804, il fut également inspecteur de la Basse-Bavière, dans une zone regroupant les garnisons de Landshut, Straubing, Passau, Amberg et Ingolstadt. Il fut promu lieutenant-général la même année.

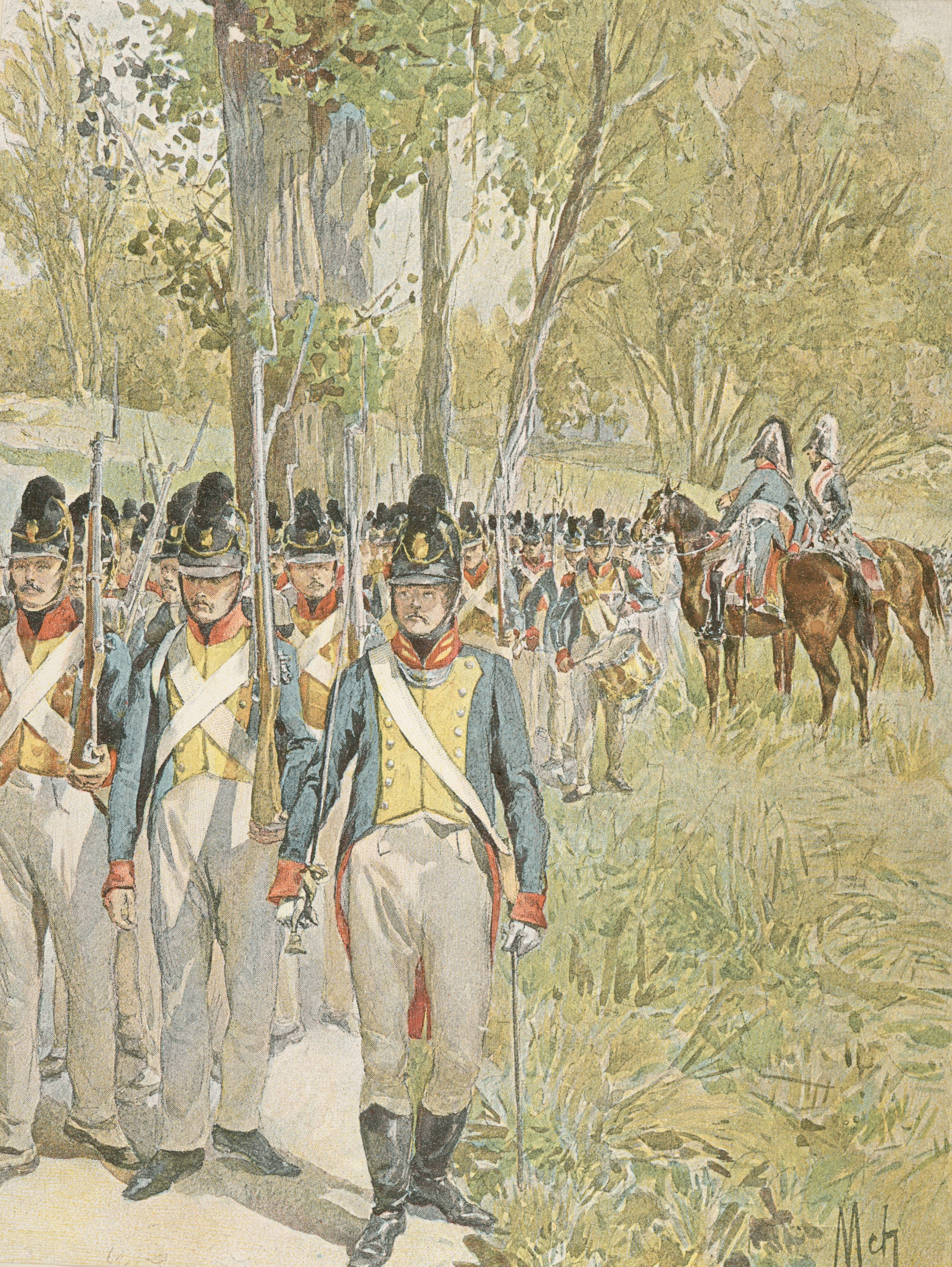
Un régiment d'infanterie bavarois en marche, par Felician Myrbach.

En 1805, la Bavière se rallia à la France et Deroy fut fait grand-aigle de la Légion d'honneur par Napoléon le 16 mars de la même année. Il prit alors la tête d'une division de l'armée bavaroise qui était rassemblée à Amberg et Ulm pour s'opposer à une éventuelle agression de l'Autriche. Cette division, cantonnée à Amberg, était forte de 17 bataillons d'infanterie, 10 escadrons de cavalerie et trois batteries d'artillerie, répartis en trois brigades sous les ordres des généraux Minucci, Marsigli et Mezanelli. Au mois de septembre, face à la progression des troupes autrichiennes, l'armée bavaroise se replia au nord de la rivière Main. S'étant retiré sur Bamberg entre le 24 et le 25 septembre, Deroy fit sa jonction avec le corps français du maréchal Bernadotte au début du mois d'octobre. La Grande Armée de Napoléon contraignit rapidement les forces autrichiennes du général Mack à capituler dans Ulm le 20 octobre, ce qui précipita l'envoi du contingent bavarois dans le Tyrol. La division Deroy participa dans un premier temps à la poursuite du corps de Kienmayer et atteignit Salzbourg à la fin du mois d'octobre, où elle fut chargée de lutter contre les forces autrichiennes de l'archiduc Jean qui occupaient les montagnes. Le 1er novembre, le colonel bavarois Pompei s'empara d'un certain nombre de positions à proximité de Lofer, au sud-ouest de Salzbourg. Encouragé par ce succès, Deroy ordonna une attaque sur le col de Strub, à 8 km à l'ouest de Lofer. L'endroit était défendu par les 1 500 hommes de la brigade autrichienne Saint-Julien (en), soutenue par de la milice et des irréguliers tyroliens. L'assaut se solda par un échec sanglant : entre 1 200 et 1 800 Bavarois furent mis hors de combat, parmi lesquels Deroy, blessé d'une balle de pistolet. De son côté, Saint-Julien ne perdit que 200 hommes et un canon. Conduit à Lofer puis à Munich pour sa convalescence, Deroy prit ensuite le commandement des troupes d'occupation du Tyrol et du Vorarlberg.
Rentré à Munich avec ses troupes le 24 janvier 1806, Deroy fut décoré de l'ordre militaire de Maximilien-Joseph de Bavière fondé par le nouveau roi. Il travailla à la même époque avec d'autres généraux à un projet de renforcement de l'armée bavaroise. Avec le début de la campagne contre la Prusse, celle-ci entra en campagne à la fin du mois de septembre et la division Deroy fut intégrée au IXe corps du prince Jérôme Bonaparte, le plus jeune frère de Napoléon. En novembre, la 1re division bavaroise de Deroy mit le siège devant Glogau. Après le remplacement des Bavarois par une division wurtembergeoise, la place capitula le 2 décembre. Deroy marcha ensuite sur Breslau, où sa division arriva le 18 décembre. Les 22 000 hommes du corps de Jérôme encerclèrent la ville jusqu'au 6 janvier 1807, date à laquelle la forteresse se rendit, livrant 5 300 prisonniers et 268 aux assiégeants. Les pertes bavaroises ne s'élevaient qu'à 259 hommes. Deroy continua sa progression et, avec 13 000 hommes, fit le siège de Brieg, dont les 1 450 défenseurs capitulèrent à leur tour le 17 janvier. Le général bavarois assiégea alors Kosel à partir du 24 de ce mois, mais la ville résista à tous les assauts. Le 5 mars, Deroy reçut l'ordre de transformer le siège en simple blocus et de transférer les canons de siège à Breslau. Passé sous les ordres du général Dominique René Vandamme, il contribua à la prise de Glatz le 24 juin avant de faire mouvement avec 6 500 hommes contre Silberburg, qu'il bombarda les 28 et 29 juin, mais là encore la garnison prussienne refusa de déposer les armes. La paix de Tilsit mit fin aux hostilités. À cette période, la division Deroy, constituée de trois brigades aux ordres des généraux Rechberg, Raglovich et Zandt, alignait 10 400 fantassins, 1 000 cavaliers et 24 canons. Vers la fin de l'année 1808, le général Deroy fut fait membre du Conseil privé de Bavière.

#### 1809

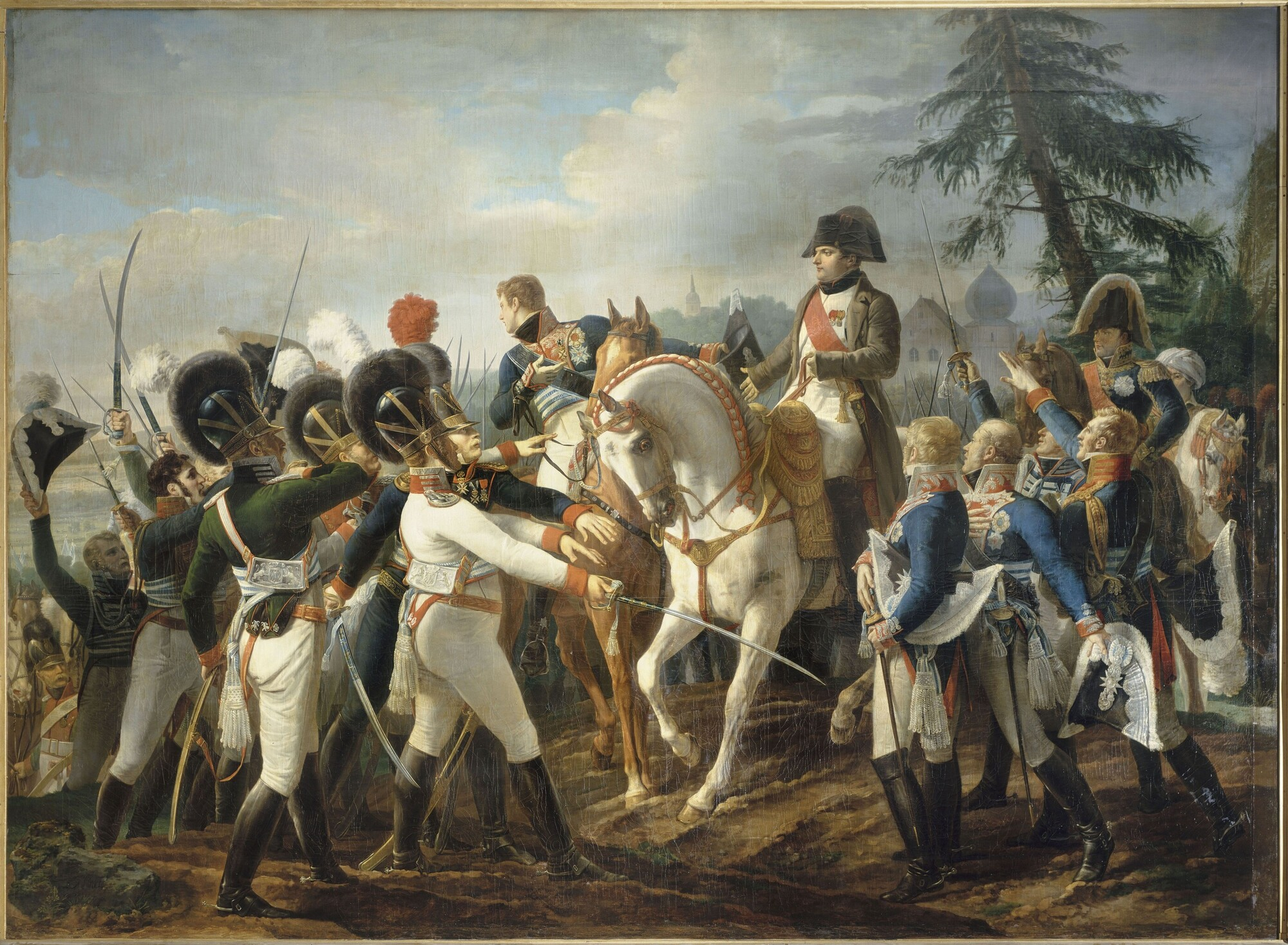
Napoléon haranguant les troupes bavaroises et wurtembergeoises à Abensberg, le 20 avril 1809. Huile sur toile de Jean-Baptiste Debret, 1810.

Au commencement de la guerre de la Cinquième Coalition en 1809, Deroy transmit le commandement de la 1re division au prince héritier Louis de Bavière pour prendre la tête de la 3e division du VIIe corps d'armée. Son unité se composait des 5e, 9e, 10e et 14e régiments d'infanterie de ligne, des 5e et 7e bataillons d'infanterie légère, du régiment de dragons Taxis, du régiment de chevau-légers Bubenhoven et de 18 canons. Après l'invasion du royaume par les troupes autrichiennes, Deroy occupa la rive ouest de l'Isar en face de Landshut le 16 avril. Au cours d'un engagement très bref, chaque camp perdit entre 150 et 200 tués ou blessés. Lorsqu'une colonne autrichienne franchit la rivière en amont à Moosburg, Deroy recula sur Siegenburg en passant par Pfeffenhausen. Sous les ordres du maréchal François Joseph Lefebvre, il assista sans être engagé à la bataille d'Abensberg le 20 avril. Le 21 avril, tandis que Napoléon remportait la bataille de Landshut au sud, Deroy fut confronté au IVe corps d'armée autrichien du prince Franz Seraph von Rosenberg-Orsini. S'avançant à la droite du IIIe corps français commandé par le maréchal Louis Nicolas Davout, ses troupes s'emparèrent du village de Schierling. Les Bavarois ne progressèrent pas plus loin ce jour-là et les attaques de Davout furent également interrompues. Les Bavarois comptaient environ 150 hommes hors de combat, les Français 1 500 et les Autrichiens 3 000.
Lors de la bataille d'Eckmühl le 22 avril, Napoléon attaqua les forces de Rosenberg par le sud tandis que Davout et Deroy s'avançaient vers l'est. Les Autrichiens occupaient une position stratégique clé, le Bettel Berg, défendu par 3 000 fantassins et 16 pièces d'artillerie. La brigade de cavalerie attachée à la division Deroy, menée par le général-major Seydewitz, partit à l'attaque la première mais la cavalerie autrichienne, bien commandée, la repoussa. Un deuxième tentative menée par l'infanterie de Deroy se solda également par un échec. Quelque temps plus tard, une nouvelle charge impliquant trois escadrons bavarois fut décimée par les tirs des canons ennemis. Alors que les survivants se repliaient pour échapper au feu meurtrier des canons, un fort contingent de cuirassiers français fit son apparition. Les cavaliers bardés de fer écrasèrent leurs homologues autrichiens qui tentaient de s'interposer et réussirent à prendre le Bettel Berg. Une partie de la brigade de cavalerie de Deroy participa ensuite au fameux combat de cavalerie qui eut lieu cette nuit-là au clair de lune à Alteglofsheim.

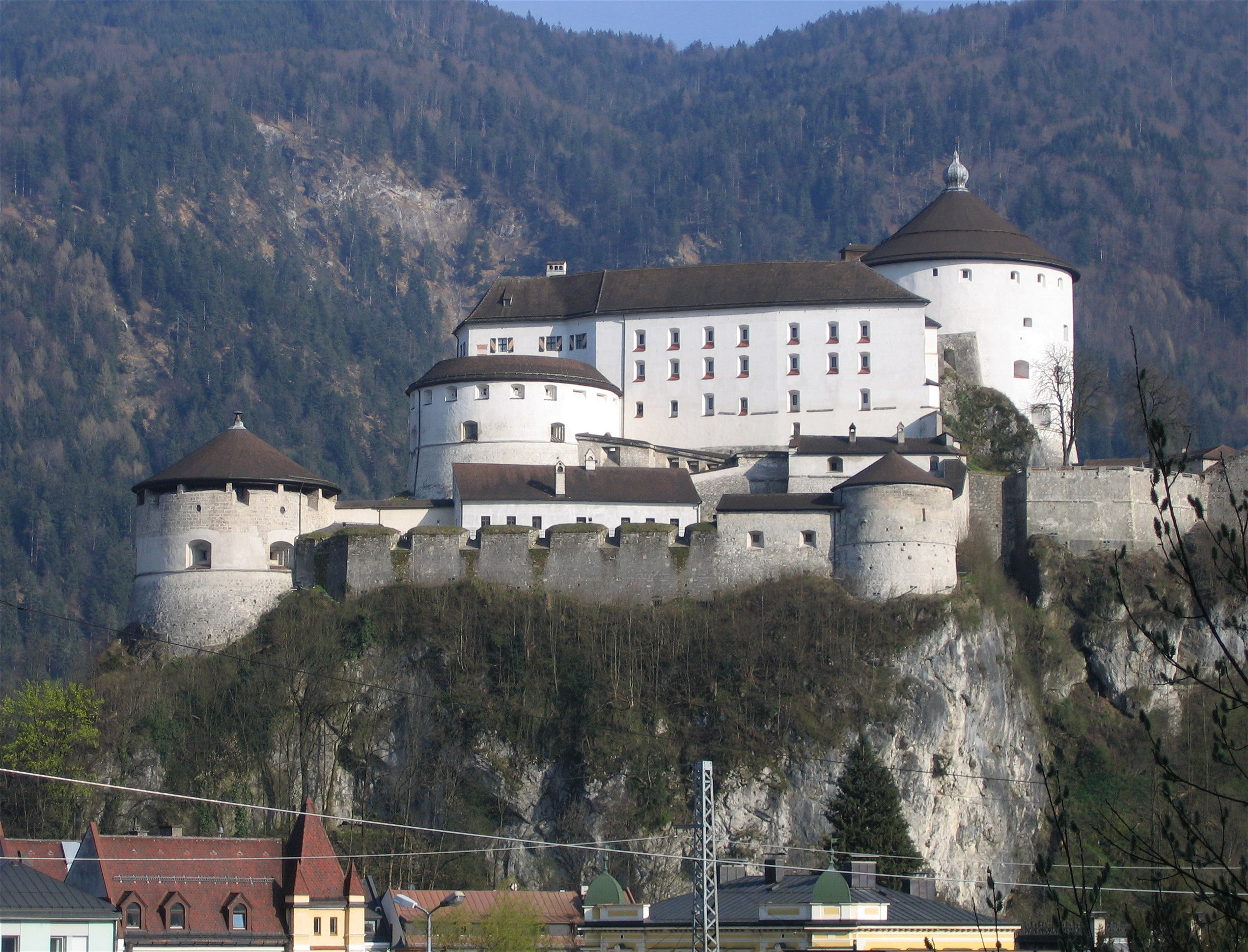
Deroy parvint à dégager la forteresse de Kufstein le 11 mai 1809.

Après Eckmühl et la petite bataille de Neumarkt-Sankt Veit le 24 avril, Napoléon demanda au maréchal Lefebvre de s'emparer de Salzbourg et de secourir la garnison bavaroise de la forteresse de Kufstein. Au début du mois de mai, des irréguliers autrichiens et tyroliens défirent une brigade de la 3e division bavaroise commandée par le général-major Vincenti, qui tentait de rejoindre Kufstein. En réaction, l'Empereur ordonna à Lefebvre d'organiser une opération de secours de grande ampleur. Le 11 mai, Deroy dégagea les 576 hommes de la garnison qui résistaient depuis un mois. Avec les divisions Wrede et Deroy, Lefebvre infligea ensuite une défaite au général autrichien Jean-Gabriel du Chasteler à la bataille de Wörgl le 13 mai. Chasteler, qui était chargé de soutenir la rébellion du Tyrol, reçut l'ordre d'abandonner la région peu après.
Innsbruck fut occupée dans la foulée, mais la 3e division de Deroy fut attaquée le 25 mai lors de la première bataille de Bergisel. Sur un effectif total de 4 000 soldats et 12 canons, les Bavarois perdirent entre 20 et 70 tués et de 100 à 150 blessés. Les Autrichiens et les Tyroliens commandés par Andreas Hofer déplorèrent de leur côté 50 tués et 30 blessés. Découragés par le manque de soutien de la population locale, les Tyroliens se replièrent au sud. Ils repartirent toutefois à l'attaque le 29 mai au cours de la deuxième bataille de Bergisel. Deroy, avec 5 240 soldats et 18 canons, parvint malgré tout à défendre sa position, au prix de 87 tués, 156 blessés et 53 disparus. Les troupes adverses, composées de 1 200 réguliers autrichiens et de 13 600 Tyroliens, laissèrent sur le terrain 90 tués et 160 blessés. À court de vivres et de munitions, Deroy dut cependant évacuer Innsbruck le 30 mai et se retira sur Kufstein.
Après la victoire de Napoléon à Wagram les 5 et 6 juillet 1809, Lefebvre et Deroy réoccupèrent Innsbruck. Lors de la troisième bataille de Bergisel le 13 août, 18 000 Tyroliens infligèrent une sérieuse défaite aux 3 000 soldats de Deroy. Les Bavarois comptèrent 200 tués et 250 blessés dans leurs rangs alors que les insurgés perdirent 100 morts et 220 blessés. Emmenant avec lui plusieurs otages, Lefebvre ordonna la retraite et le Tyrol fut entièrement évacué par les Bavarois à partir du 18 août. Le 17 octobre, les Tyroliens furent néanmoins surpris et sévèrement battus à Bodenbichl par les troupes du général-major Rechberg. À la suite de cet événement, les trois divisions du VIIe corps reprirent le contrôle du Tyrol. Les troupes du général Wrede triomphèrent à la quatrième bataille de Bergisel le 1er novembre et la rébellion fut écrasée. Deroy fut élevé au grade de General der Infanterie (général de l'infanterie) le 1er janvier 1811.

### 1812

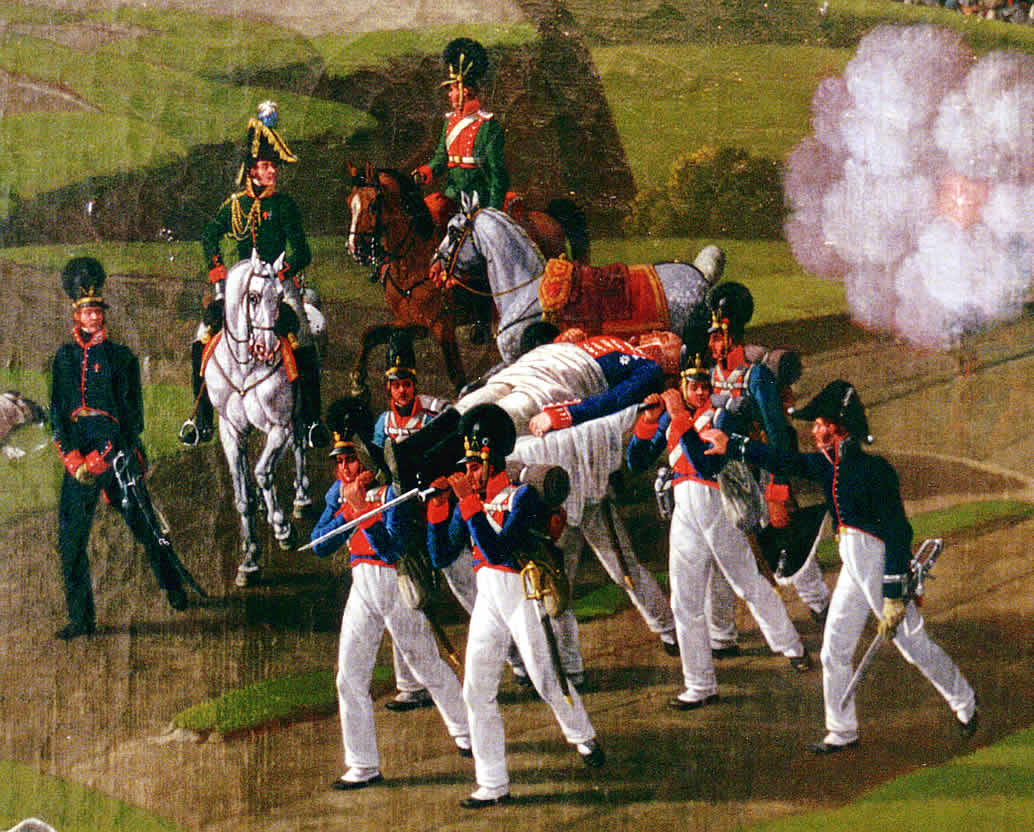
Le général Deroy, mortellement blessé, est transporté à l'arrière par ses soldats. Détail d'une peinture de Wilhelm von Kobell représentant la bataille de Polotsk, le 18 août 1812, conservée au palais de la Résidence à Munich.

Lorsque débuta l'invasion de la Russie par Napoléon en 1812, Deroy commandait la 19e division d'infanterie appartenant au VIe corps du général Laurent de Gouvion-Saint-Cyr. Découragé, le général écrivit une lettre au roi Maximilien-Joseph le 22 juin dans laquelle il se demandait comment lui et ses hommes allaient bien pouvoir survivre. L'avancée en territoire russe était difficile et il rapporta à son souverain que la nourriture était mauvaise et les uniformes et les chaussures des soldats usés jusqu'à la corde. Pour toutes ces raisons, écrivait-il, la discipline s'était considérablement dégradée, le moral des troupes s'était effondré et les soldats étaient beaucoup moins enclins à obéir aux ordres.

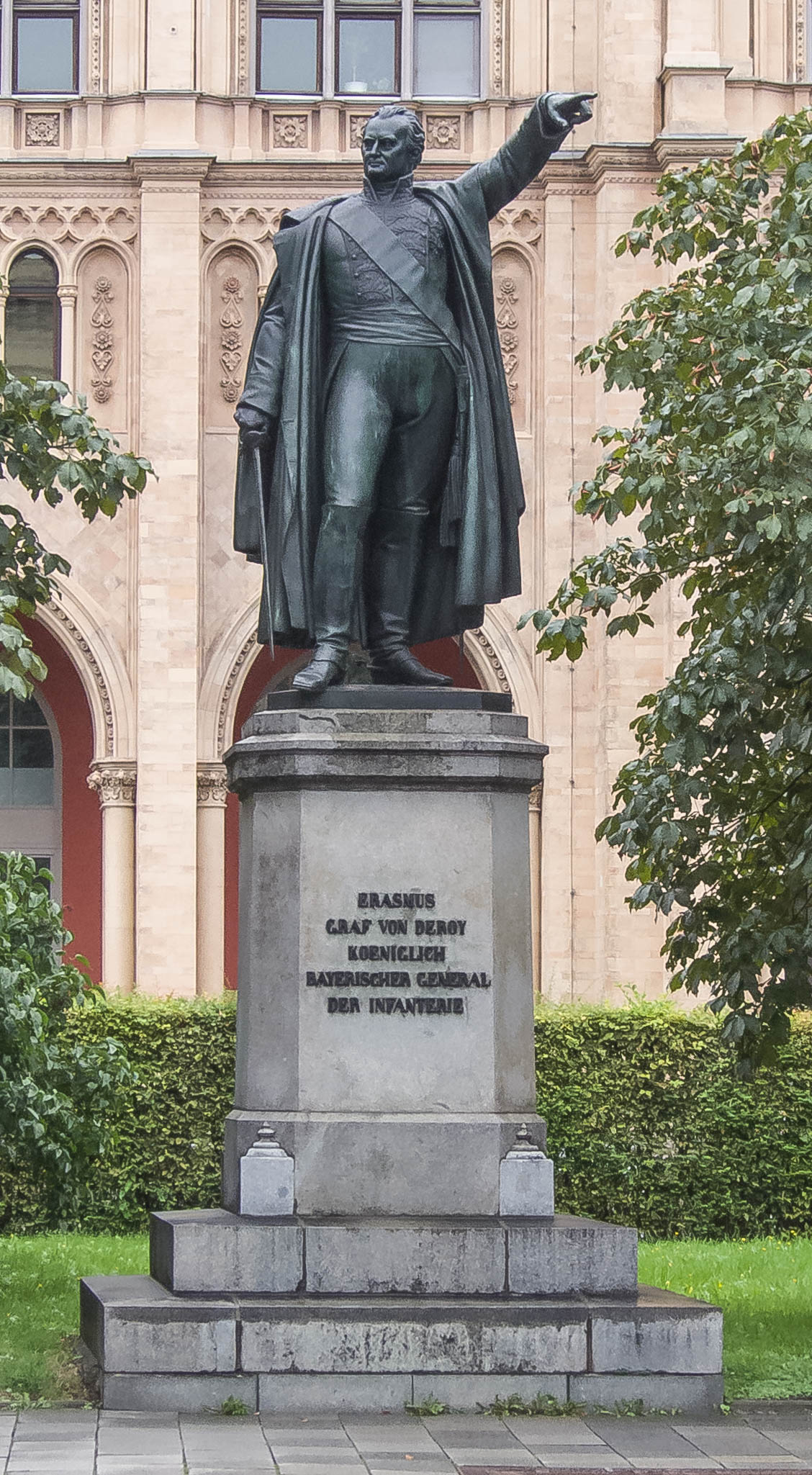
Statue du général Deroy sur la Maximilianstraße de Munich, réalisée par Johann Halbig.

La première bataille de Polotsk s'engagea le 16 août. Le maréchal Nicolas-Charles Oudinot y menait les IIe et VIe corps de la Grande Armée contre le Ier corps russe du général Pierre Wittgenstein. Le premier jour des combats, les 30 000 soldats russes défirent les 24 000 hommes du camp d'en face et Oudinot fut blessé. Saint-Cyr prit alors le commandement et replia la plus grande partie de son armée sur la rive sud de la Dvina dans la nuit du 17 au 18 août. À 15 h, Saint-Cyr attaqua les Russes par surprise, avec le VIe corps bavarois à droite, le IIe corps français au centre et la cavalerie française à gauche. Soutenue par le feu de 30 pièces d'artillerie, la 19e division de Deroy prit d'assaut le village de Spas tandis que la 20e division de Wrede progressait plus à droite. Les Russes réagirent en engageant dans ce secteur des forces importantes qui firent un moment plier leurs adversaires ; toutefois, la contenance du 4e de ligne bavarois permit aux autres unités de la division Deroy de se rallier et de rétablir la situation à leur avantage.
Alors qu'il menait en personne la contre-attaque de son infanterie, Deroy fut frappé à l'abdomen par une balle de fusil et dut être remplacé au pied levé par le général Wrede. Il succomba à sa blessure le 23 août 1812 à 7 h du soir. Selon son biographe Heilmann, ses derniers mots furent : « je meurs dans l'exercice de mon devoir, et m'abandonne désormais à la volonté du Tout-Puissant. Dieu sauve le roi ! ». Il fut inhumé le 25 août dans le cimetière de l'église Saint-Xavier de Polotsk, aux côtés de son ami le général Siebein et de plusieurs autres officiers bavarois tués lors des récents affrontements,. En reconnaissance de ses services, un titre de noblesse fut attribué à sa femme et à son fils aîné. Le jour même de sa mort, Napoléon le nomma comte de l'Empire français avec une donation de 30 000 francs. Le décret, signé quatre jours après le décès du général, fut confirmé et étendu à tous les membres de sa famille en 1820.
Dans son histoire de l'armée napoléonienne, John R. Elting écrit à propos de Deroy qu'il était « vieux, un peu lent, mais loué par Lefebvre et d'autres généraux français pour sa bravoure, ses qualités tactiques, sa fiabilité et l'énergie de son commandement ». De même, Deroy est considéré par l'historien John H. Gill comme un soldat compétent, consciencieux et populaire parmi ses hommes, ainsi que comme l'un des meilleurs généraux bavarois de l'époque avec Carl Philipp von Wrede. Il est le plus vieux général de la Grande Armée à mourir durant la campagne de Russie. Son supérieur, le général Gouvion-Saint-Cyr, déclara à son propos :

« […] Il était le doyen et le modèle des généraux de l'Europe ; depuis quelque temps il paraissait n'avoir qu'un désir, celui de terminer sa longue carrière militaire au champ d'honneur. Sa mort causa de vifs regrets à l'armée française et aux troupes bavaroises. »